# 克利爾萊克鎮區 (伊利諾伊州桑加蒙縣)
克利爾萊克鎮區（英語：Clear Lake Township）是位於美國伊利諾伊州桑加蒙縣的一個行政鎮區。

## 地方資料
根據2010年美國人口普查的數據，克利爾萊克鎮區的面積為89.50平方千米，當中陸地面積為87.50平方千米，而水域面積為2.00平方千米。當地共有人口8427人，而人口密度為每平方千米94.16人。